# Страудский фунт
Страудский фунт — локальная (региональная) денежная единица в городе Страуд (англ. Stroud) в графстве Глостершир (Юго-Западная Англия), административный центр района Страуд. Великобритания.

## История
Выпуск был осуществлён в рамках программы Транзитных городов. Начат 12 сентября 2009 года. На 2019 год не действует.

## Номиналы
Выпускались банкноты в 1, 2, 5, 10 фунтов. Монеты не выпускались.